# Isotropi
Isotropi er i fysikken et udtryk for at der i et system ikke findes nogen foretrukken retning (invarians under rotationer). Man kan fx tale om at et stof er isotropt eller at universet er isotropt (ofte en grundantagelse i kosmologien).
Modsætningen til isotropi betegnes anisotropi.
Ordet isotropi betyder uafhængighed af retning. 
Det stammer fra det græske isos "lige, ligedannet, lige stor" og trope "vending, retning"